# Michael Kraus (natation)
Pour les articles homonymes, voir Michael Kraus.
Michael Kraus (né le 26 septembre 1955 à Gladbeck) est un nageur allemand spécialiste des épreuves de papillon. Il représentait l'Allemagne de l'Ouest en compétition.

## Biographie
Il est le mari de la nageuse néerlandaise Annelies Maas.

## Palmarès

### Jeux olympiques
- Jeux olympiques de 1976 à Montréal (Canada) :
  -  Médaille de bronze au titre du relais 4 × 100 m quatre nages.

### Championnat du monde
- Championnats du monde 1975 à Cali (Colombie) :
  -  Médaille d'argent au titre du relais 4 × 100 m quatre nages.

- Championnats du monde 1978 à Berlin (Allemagne de l'Ouest) :
  -  Médaille d'argent au titre du relais 4 × 100 m quatre nages.

### Championnats d'Europe
- Championnats d'Europe 1977 à Jönköping (Suède) :
  -  Médaille d'or du 200 m papillon.
  -  Médaille d'or au titre du relais 4 × 100 m quatre nages.